# Gustavo Gutiérrez Rodríguez
Gustavo Adolfo Gutiérrez Rodríguez (Caracas, Venezuela; 31 de julio de 1986) es un político y politólogo venezolano, fue alcalde del municipio Naguanagua del estado Carabobo para el periodo 2017-2021. Además, de ser dirigente medio del Partido Socialista Unido de Venezuela (PSUV) en dicha región.

## Biografía
Nació en la ciudad capitalina de Caracas. Cursó estudios universitarios en la Universidad Alejandro de Humboldt obteniendo el título como TSU en Comercio Internacional en el año 2006. .
Fue operador social del Ministerio del Poder Popular para la Educación para coordinar la Misión Simoncito en 2008.

### Alcaldía del municipio Naguanagua
Asumió la candidatura a la alcaldía de Naguanagua y el 10 de diciembre de 2017 es electo alcalde del municipio Naguanagua en las elecciones municipales de 2017. Desde entonces es Jefe Político del PSUV en Naguanagua. También es miembro del Buró Político Regional, fue Jefe en San Diego y Naguanagua de la misma organización, desde 2019.
| Predecesor: Alejandro Feo La Cruz | Alcalde del municipio Naguanagua 10 de diciembre de 2017 - presente | Sucesor: - |